# Lazee
Lazee (eigentlich Mawuli Kulego; * 1985 in Malmö) ist ein schwedischer Rapper.

## Leben
Lazees Eltern kommen aus Ghana. Sein Vater, der auch als DJ arbeitet, half ihm auf seinem Weg zum Musiker. Seine ersten Songs schrieb er bereits im Alter von zehn Jahren. Als Dreizehnjährigen schickte ihn seine Mutter nach England, er kam allerdings ein Jahr später zurück in seine Heimatstadt, wo er ein Gymnasium besuchte. Sein erstes Mixtape It Is Like It Is verteilte er kostenlos, was ihm zu großem Ansehen in ganz Skandinavien verhalf. 2008 veröffentlichte er sein erstes Studioalbum Setting Standards. 2011 folgte dann Supposed To Happen.

## Diskografie

### Studioalben
- 2008: Setting Standards
- 2011: Supposed To Happen

### Mixtapes
- 2006: It Is What It Is
- 2008: Back For The 1st Time
- 2009: First Class Five Stars
- 2009: First Class Five Stars 2
- 2010: Farewell
- 2011: One Way Ticket

### Singles
- 2006: Rock Away
- 2008: Hold On (feat. Neverstore)
- 2008: I’m Not Pop
- 2010: Calling Out (feat. Apollo Drive)
- 2010: Just Like That (feat. Danny Saucedo)
- 2010: Do It (feat. Mohombi)
- 2011: TAG (feat. Madcon & Julimar)
- 2011: Stronger (feat. Dead by April)
- 2011: Gotta Go
- 2012: Summer Dreams 2012 (mit Mirami)